# Jérémy Bury
 (mai 2017).
 (mai 2017).
Si vous disposez d'ouvrages ou d'articles de référence ou si vous connaissez des sites web de qualité traitant du thème abordé ici, merci de compléter l'article en donnant les références utiles à sa vérifiabilité et en les liant à la section « Notes et références ».
Jérémy Bury (né le 13 juin 1981 à Cambrai) est un joueur français de billard carambole (aussi appelé « billard français »), spécialisé dans le 3 bandes, discipline du billard français la plus répandue dans le monde. 
Il est no 1 français depuis 2004; il est classé 3e mondial en novembre 2013 (meilleur classement de l'histoire pour un français) et devient vice-champion du monde en octobre 2018 au Caire,. Il avait auparavant obtenu la médaille de bronze au championnat du monde de 3 bandes en 2008 à Saint-Wendel en Allemagne.
Il a également obtenu 4 médailles d'argent aux coupes du Monde de Guri (novembre 2019), Luxor (avril 2016), d'Antalya (février 2013) et d'Hurghada (décembre 2011) ainsi que 8 médailles de bronze aux coupes du Monde de Porto (juillet 2009), Suwon (avril 2010), Porto (juillet 2010), Hurghada (décembre 2010), Suwon (septembre 2011), Hurghada (décembre 2012), Guri (septembre 2013) et Bursa (février 2017).
En novembre 2011, leader de l'équipe de France, il est sacré champion d'Europe par équipes nationales aux côtés de son compatriote Jérôme Barbeillon, apportant ainsi le premier titre continental de l'histoire à la France dans cette compétition.
En mars 2011, il termine 2e du tournoi international le plus prestigieux, les Agipi Billard Masters (retransmis en direct sur Eurosport2), n'échouant que de 2 points en finale face au sud-coréen Sung-Won Choi. Il bat d'ailleurs à cette occasion deux records de France, faisant de lui le détenteur de tous les records nationaux.
Le 20 octobre 2012, lors du premier tournoi national FFB, Jérémy Bury s'illustre avec le record national de moyenne particulière avec 40 points en 9 reprises soit 4,444 de moyenne sur un match ! Il termine le tournoi avec 2.083 de moyenne générale et une meilleure série de 11. Il égale ce record de 40 points en 9 reprises le 11 février 2017 en quart-de-finale de la Coupe du Monde de Bursa (Turquie) face au coréen Jae Ho Cho.
En août 2016, il remporte le prestigieux Verhoeven Open de New York (équivalent de l'US Open de tennis), réalisant ainsi son meilleur résultat international individuel d'alors en remportant son premier titre au niveau suprême. Il y bat notamment Eddy Merck, puis Frédéric Caudron en demi-finale et enfin le tenant du titre Dick Jaspers en finale.
En septembre 2016, il réitère sa performance new-yorkaise réalisée un mois plus tôt en remportant sa 1re World Cup à Guri (Séoul, Corée du Sud) devant près de 1500 spectateurs. Il y affiche une moyenne générale de 2,153 sur ses sept matchs. Une performance qui le fait changer de dimension, un doublé dans deux tournois internationaux consécutifs n'étant réalisé qu'extrêmement rarement.
En octobre 2018, il devient vice-champion du monde lors du championnat du monde de 3 bandes en Egypte et s'incline aux penalties (2-3) dans une finale d'anthologie contre le néerlandais Dick Jaspers, après avoir battu le coréen Jae Ho Cho en 1/16, le belge et champion du monde en titre Frédéric Caudron en 1/8, le vietnamien Tran Qyuet Chien en 1/4 et un autre vietnamien Nguyen Nguyen Quoc en 1/2.
Il réalise 2,022 de moyenne générale lors de ce championnat.

## Palmarès
- Vice-Champion du Monde 2018 (Le Caire)
- 1er à la Coupe du Monde de Corée du Sud (Guri, septembre 2016)
- 1er au New York Verhoeven Open 2016
- 2e aux AGIPI Billard Masters 2011
- 3e au championnat du monde 2008
- 2e aux coupes du monde de Guri (novembre 2019), Luxor (avril 2016), d'Antalya (février 2013) et d'Hurghada (décembre 2011)
- 3e aux coupes du monde de Las Vegas (mars 2022), Sharm-El-Sheikh (décembre 2019), Bursa (février 2017), de Guri (septembre 2013), d'Hurghada (décembre 2012), de Séoul (septembre 2011), Hurghada (décembre 2010), Porto (juillet 2010), Séoul (avril 2010), Porto (juillet 2009)
- Champion d'Europe par équipes nationales [2 joueurs] (Saint-Brévin novembre 2011)
- 3e au Lausanne Billard Masters novembre 2021
- Vice-champion du monde Juniors (2002)
- Vice-champion d’Europe Juniors (1999)
- Champion d’Europe par équipes de clubs avec AGIPI-Courbevoie (2005, 2006, 2007, 2008, 2009, 2010, 2011, 2012) et le Billard Club Baulois (2019)
- 10 fois champion de France Masters (2003, 2006, 2008, 2011, 2013, 2015, 2017, 2018, 2019, 2022)
- Vainqueur de 35 tournois nationaux
- Meilleur classement : 3e mondial (ranking UMB novembre 2013)

## Records
- Plus jeune champion de France Masters 3 Bandes
- Record de France de la meilleure série: 25 (Rodez, 2005 - 4e meilleure performance mondiale)
- Record de France de la meilleure partie: 50 points en 13 reprises (AGIPI Billard Masters, février 2011)
- Record de France de la meilleure partie: 40 points en 9 reprises (Saint-Maur, octobre 2012 et Bursa (TUR), février 2017)
- Record de France de la moyenne générale: 2.394 (AGIPI Billard Masters, février 2011)
- Record de France de la moyenne générale en championnat de France: 1.786 (Schiltigheim, juin 2011)
- Record de France de la moyenne générale en tournoi national: 2.174 (Courbevoie, mai 2010)

## Résultats saison par saison
| Saison    | Principales performances individuelles | Principales performances par équipes                                           |
| --------- | --- | ------------------------------------------------------------------------------ |
| 2016-2017 | 1er au New York Verhoeven Open 1er à la Coupe du Monde de Guri (Corée du Sud) 3e à la Coupe du Monde de Bursa (Turquie) Champion de France Masters (Ronchin) |                                                                                |
| 2015-2016 | 1er au championnat de France Masters (Evian) Vainqueur de 2 tournois nationaux Masters (L'Hay-les-Roses, Andernos) Numéro 1 français 2e à la Coupe du Monde de Louxor (Égypte) Classement mondial: 17e |                                                                                |
| 2014-2015 | Champion de France Masters (Evian) Vainqueur de 2 tournois nationaux Masters (Andernos, Schiltigheim) Numéro 1 français Classement mondial: 28e |                                                                                |
| 2013-2014 | 2e au championnat de France Masters (Ronchin) Vainqueur de 1 tournoi national Masters (Nantes) Numéro 1 français Classement mondial: 17e |                                                                                |
| 2012-2013 | 2e à la Coupe du Monde d'Antalya (Turquie) 3e à la Coupe du Monde d'Hurghada (Égypte) 3e à la Coupe du Monde de Guri (Corée du Sud) Champion de France Masters (Saint-Maur-des-Fossés) Vainqueur de 4 tournois nationaux Masters (Saint-Maur, Chatillon, L'Haÿ-les-Roses, Andernos) Numéro 1 français Classement mondial: 7e (3e en novembre 2013) | Champion d'Europe par équipes de clubs Champion de France par équipes de clubs |
| 2011-2012 | 2e à la Coupe du Monde d'Hurghada (Égypte) 3e à la Coupe du Monde de Suwon (Corée du Sud) Vainqueur de 2 tournois nationaux Masters (Saint-Maur, Courbevoie) Numéro 1 français Classement mondial: 8e | Champion d'Europe par équipes de clubs Champion de France par équipes de clubs |
| 2010-2011 | 3e à la Coupe du Monde d'Hurghada (Égypte) Champion de France Masters (Schiltigheim) Vainqueur de 3 tournois nationaux Masters (Lunel, Chatillon, Valence) Numéro 1 français Classement mondial: 4e | Champion d'Europe par équipes de clubs Champion de France par équipes de clubs |
| 2009-2010 | 3e à la Coupe du Monde de Suwon (Corée du Sud) 3e à la Coupe du Monde de Porto (Portugal) Vainqueur de 2 tournois nationaux Masters (Andernos, Courbevoie) 1/4 aux Billard Masters Agipi Numéro 1 français Classement mondial: 11e | Champion d'Europe par équipes de clubs                                         |
| 2008-2009 | 3e au Championnat du Monde 3e à la Coupe du Monde de Porto Vainqueur de 2 tournois nationaux Masters (Saint-Maur, Courbevoie) 1/4 aux Billard Masters Agipi 10e au Sang Lee International Open (New York) Numéro 1 français Classement mondial: 9e                                                                                                 | Champion d'Europe par équipes de clubs Champion de France par équipes de clubs |
| 2007-2008 | Champion de France Masters (Courbevoie) Vainqueur de 2 tournois nationaux Masters (La Baule, Courbevoie) 11e aux Billard Masters Agipi 1/8 aux Coupes du Monde d'Hurghada et Mexico Numéro 1 français Classement mondial: 18e | Champion d'Europe par équipes de clubs                                         |
| 2006-2007 | Vainqueur de 3 tournois nationaux Masters (Rouen, Courbevoie, Troyes) 1/8 à la Coupe du Monde d'Hurghada Numéro 1 français Classement mondial : 20e | Champion d'Europe par équipes de clubs Champion de France par équipes de clubs |
| 2005-2006 | Champion de France Masters (Laxou) Vainqueur d'un tournoi national Masters (Châtillon) 1/8 à la Coupe du Monde de Volos 10e au Championnat d'Europe (Antalya, Turquie) Numéro 1 français Classement mondial: 23e | Champion d'Europe par équipes de clubs                                         |

## Championnats de France Masters
| Saison    | Lieu                  | Résultat      |
| 2016-2017 | Ronchin               | Or            |
| 2015-2016 | Saint-Maur-des-Fossés | Argent        |
| 2014-2015 | Evian                 | Or            |
| 2013-2014 | Ronchin               | Argent        |
| 2012-2013 | Saint-Maur-des-Fossés | Or            |
| 2011-2012 | Ozoir-la-Ferrière     | Argent        |
| 2010-2011 | Schiltigheim          | Or            |
| 2009-2010 | Castres               | Argent        |
| 2008-2009 | Palavas-les-Flots     | Bronze        |
| 2007-2008 | Courbevoie            | Or            |
| 2006-2007 | Faches-Thumesnil      | Bronze        |
| 2005-2006 | Laxou                 | Or            |
| 2004-2005 | Rodez                 | Bronze        |
| 2003-2004 | Troyes                | 1/4 de finale |
| 2002-2003 | Sisteron              | Or            |
| 2001-2002 | La Rochelle           | Bronze        |
| 2000-2001 | Andernos              | Argent        |